# Municipio Aquiles Serdán
Koordinaten: 28° 36′ N, 105° 48′ W
Aquiles Serdán ist ein Municipio mit gut 10.000 Einwohnern im mexikanischen Bundesstaat Chihuahua. Das Municipio erstreckt sich über eine Fläche von 495,8 km². Verwaltungssitz und größter Ort im Municipio ist Santa Eulalia. 
Das 1844 gegründete Municipio wurde 1877 wieder aufgelöst, 1901 aber erneut eingerichtet und 1932 nach dem Revolutionär Aquiles Serdán benannt.

## Geographie
Das Municipio Aquiles Serdán liegt zentral im Bundesstaat Chihuahua auf einer Höhe zwischen 1100 m und 2300 m. Es zählt zur Gänze zur physiographischen Provinz der Sierras y Llanuras del Norte und liegt vollständig in der hydrologischen Region Bravo-Conchos und entwässert damit in den Golf von Mexiko. Die Geologie des Municipios wird zu über 42 % von rhyolithischem Tuff bestimmt bei 35 % Alluvionen, 11 % Kalkstein und 10 % Konglomeratgestein; vorherrschende Bodentypen im Municipio sind der Leptosol (41 %), Calcisol (34 %), Phaeozem und Luvisol (je etwa 10 %). 73 % der Gemeindefläche werden von Gestrüpplandschaft eingenommen, 25 % dienen als Weideland.
Das Municipio ist umgeben von den Municipios Chihuahua, Aldama und Rosales.

## Bevölkerung
Beim Zensus 2010 wurden im Municipio 10.688 Menschen in 2323 Wohneinheiten gezählt. Davon wurden 55 Personen als Sprecher einer indigenen Sprache registriert, darunter 37 Sprecher der Tarahumara-Sprache. Etwa 3,4 % der Bevölkerung waren Analphabeten. 5283 Einwohner wurden als Erwerbspersonen registriert, wovon ca. 78 % Männer bzw. ca. 4,2 % arbeitslos waren. Etwa ein Prozent der Bevölkerung lebte in extremer Armut.

## Orte
Das Municipio Aquiles Serdán umfasst 13 bewohnte localidades, von denen lediglich der Hauptort vom INEGI als urban klassifiziert ist. Fünf Orte wiesen beim Zensus 2010 eine Einwohnerzahl von über 100 auf. Die größten Orte sind:
| Ort                         | Einwohner |
| Santa Eulalia               | 7135      |
| kein Name (CERESO)          | 2010      |
| San Guillermo (Santa Elena) | 0979      |